# Publius Rutilius Lupus (Rhetor)
Publius Rutilius Lupus war ein römischer Rhetor. Er lebte in der spätaugusteischen Zeit und ist der Autor einer lateinischen Fassung von Gorgias’ Werk über die Redefiguren, von der zwei Bücher erhalten sind.
Weitere Angaben zu seiner Person sind nicht erhalten. Er ist vermutlich direkt mit dem gleichnamigen Konsul des Jahres 90 v. Chr. und dem Prätor des Jahres 49 v. Chr. verwandt.